# Эдамаруку, Джозеф
Джозеф Эдамаруку (англ. Joseph Edamaruku, 7 сентября 1934, Траванкор, Британская Индия — 29 июня 2006, Дели), также известен просто по фамилии Эдамаруку, — журналист и рационалист из Кералы, Индия. Более двадцати лет он был руководителем Делийского бюро малаяламского журнала «Keralasabdam», а также основателем и редактором Therali, рационалистического периодического издания на малаялам. С 1995 по 2005 год он был президентом Индийской ассоциации рационалистов.
Эдамаруку оказал влияние на поколение свободомыслящих людей 1970-х и 1980-х годов. В то время его книги были бестселлерами в Керале. Будучи рационалистом и атеистом, он написал более 170 книг на различные темы: от религии до философии и чудес. Его автобиография «Времена, которые подняли бурю» получила премию Керальской литературной академии. Он также перевёл и опубликовал на языке малаялам полное собрание сочинений Авраама Ковура. Его сын Санал Эдамаруку — индийский рационалист и президент Рационалистического Интернационала, в настоящее время находящийся в изгнании в Финляндии.

## Избранные публикации
- Edamaruku, Joseph. Christhuvum Krishnanum Jeevichirunnilla :  []. — India : Indian Atheist Publishers, 2012.
- Edamaruku, Joseph. Bhagavad Gita A Critical Study: Philosophy behind Hindutva explained :  [англ.]. — Rationalist International, 2015.
- Upanishathukal: Oru Vimarsana Patanam (Upanishands: A Critical Study)
- Chuvanna Theruvukal Chuvannath Engane?
- Quran: Oru Vimarsana Patanam (Quran: A Critical Study)
- Yukthivada Rashtram (Rationalist Nation)
- Kovoorinte Sampoorna Krithikal (Complete Works of Abraham Kovoor: Translation)
- Jaina Matham
- Naveena Brahmana Matham
- Ivar Matha Nishedhikal
- India Gazetteer and Bhoomisasthra Nighandu
- Kodumkattuyarthiya Kalam
- Samsarikkunna Kuthira

## Награды
- Премия Керальской академии сахитья, биография и автобиография (1999)[4]